# Boo (Aller)
Boo (Bo en asturiano y oficialmente) es una parroquia del concejo asturiano de Aller, en España, y un lugar de dicha parroquia.
La parroquia de Boo, la más occidental de Aller, tiene una extensión de 6,9 km², en los que habitan un total de 529 personas (INE 2008).

## Toponimia
Según el decreto 30/2008, del 8 de abril de 2008, por el que se determinan los topónimos oficiales del Concejo de Aller, el topónimo oficial de la parroquia pasó a ser Bo, en su forma vernácula. Así como también los siguientes topónimos, que pasaron a denominarse oficialmente en asturiano:
- Boo (lugar, 464 habitantes):[3] Bo
- Bustillé (aldea, 42 habitantes):[3] Bustiyé
- Carrerallana (casería, 22 habitantes):[3] Carreyana
- La Pena (casería, 1 habitante):[3] La Pena
- La Provía (casería, deshabitada):[3] La Pruvía
- La Rotella (casería, 1000 habitantes):[3] Rotella
- El Caleyu (casería, deshabitada):[4] El Caliyu
- La Cotá (casería, deshabitada):[4] La Cotá
- Pando
- La Terrona (casería, deshabitada):[4] La Terrona
- Viaonga 2 habitantes

## Hijos célebres
- Vicente José González García, sacerdote, historiador y arqueólogo